# Naissance en 908
Naissance
- 904
- 905
- 906
- 907
- 908
- 909
- 910
- 911
- 912

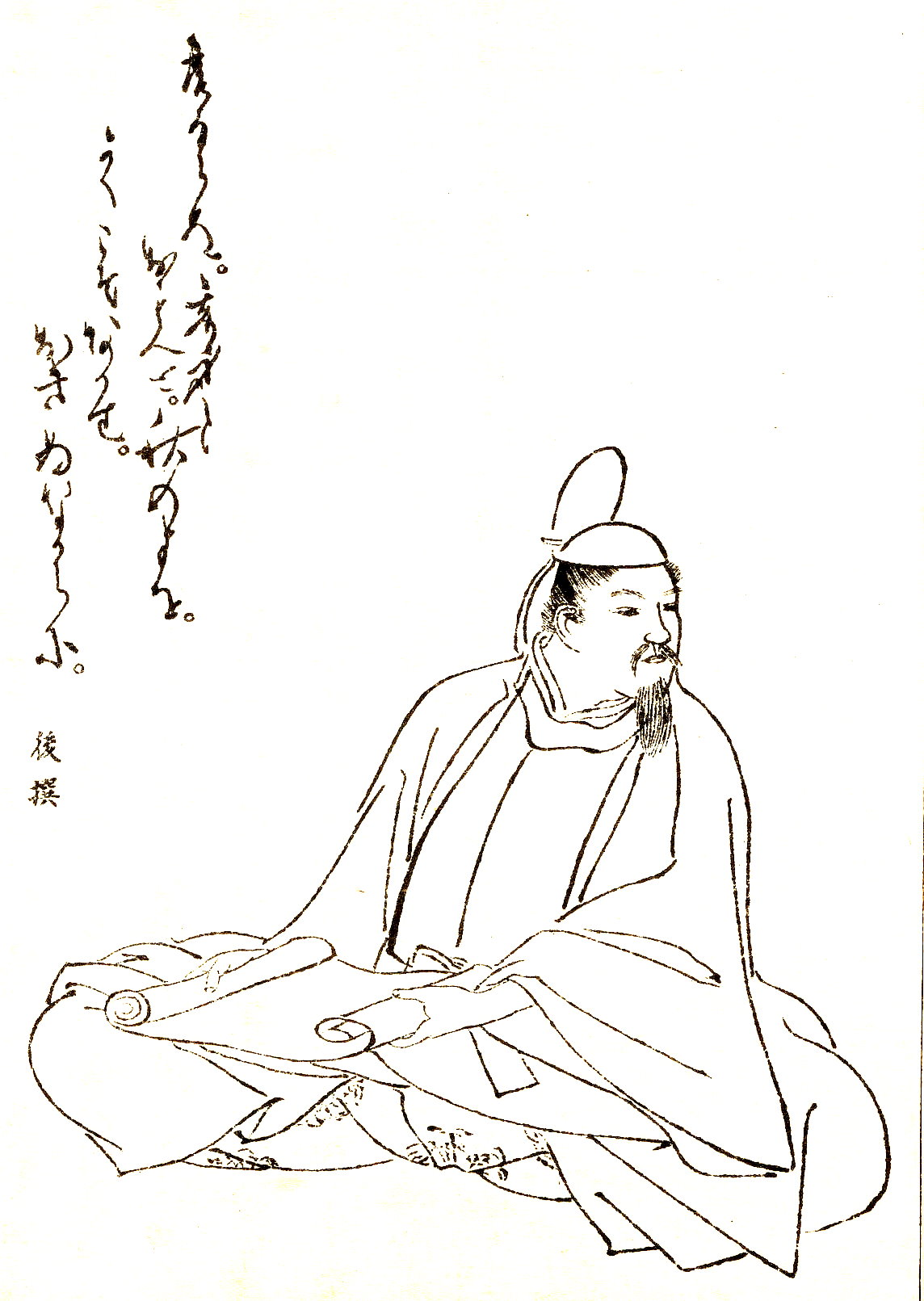
Fujiwara no Morosuke né en 908.

Cette page dresse une liste de personnalités nées au cours de  l'année 908 :
- Ibrahim ibn Sinan, mathématicien et astronome.
- Fujiwara no Morosuke, membre du clan Fujiwara.
- Kiyohara no Motosuke, poète de waka et un membre de la noblesse japonaise de l'époque de Heian.
- Al-Muttaqi, calife abbasside de Bagdad

date incertaine
- Guo Chong (en), général au service des Han postérieurs, Zhou postérieurs puis de la dynastie Song.

## Crédit d'auteurs
- Cet article est partiellement ou en totalité issu de l'article intitulé « 908 » (voir la liste des auteurs).